# Lina Hausicke
Lina Hausicke (* 30. Dezember 1997 in Halle (Saale)) ist eine deutsche Fußballspielerin. Seit 2017 steht sie beim Bundesligisten SV Werder Bremen unter Vertrag, deren Kapitänin sie ist.

## Karriere

### Verein
Hausicke, die in Sachsen-Anhalt geboren wurde, zog im Kleinkindalter ins südliche Saaletal nach Stadtroda in Thüringen, wo sie 2006 mit dem Fußballspielen beim FSV Grün-Weiß Stadtroda begann. Nachdem sie u. a. mehrere männliche Jugendmannschaften in Stadtroda durchlaufen hatte, wechselte sie im Sommer 2010 in die C-Jugend des Frauen-Fußball-Bundesligisten FF USV Jena. In Jena wurde sie auf Anhieb Leistungsträgerin und rückte 2012 im Alter von 14 Jahren in die B-Jugend auf, wo sie im Frühjahr 2013 zur Mannschaftskapitänin ernannt wurde.
Durch ihre konstanten Leistungen in der B-Jugend rückte sie im Sommer 2013 in den erweiterten Kader der Bundesliga-Mannschaft des FF USV Jena auf. Im Dezember 2013 wurde sie bei der Preisverleihung im Volksbad Jena als Nachwuchssportlerin des Jahres der Stadt Jena geehrt. Am 24. November 2013 kam sie zu ihrem Seniorendebüt für die Reserve des FF USV Jena in der 2. Bundesliga Nord gegen den FC Viktoria 1889 Berlin. Am 21. April 2014 gab sie ihr Bundesliga-Debüt beim 2:0 über die BV Cloppenburg. Am 26. Juli 2017 wechselte sie zum Bundesliga-Aufsteiger SV Werder Bremen. Mit den Bremerinnen musste sie 2019 den Abstieg hinnehmen, stieg 2020 jedoch direkt wieder auf.

### Nationalmannschaft
Hausicke wurde im Februar 2014 erstmals zu einem Sichtungslehrgang in Hennef in die U17-Nationalmannschaft berufen.

## Erfolge
- DFB-Pokal-Finalistin: 2024/25

## Sonstiges
Starke Unterstützung ihrer Fußballkarriere bekam sie durch den Besuch der Eliteschule des Fußballs, dem Fußballbereich des GuthsMuths-Sportgymnasiums in Jena. In ihrer Kindheit spielte sie als Kreisläuferin Handball beim TSV Stadtroda und war zudem als Sprinterin für den Verein in der Leichtathletik aktiv. Ihr Zwillingsbruder Michel spielte zeitweise ebenfalls Fußball für den FSV Grün-Weiß Stadtroda.